# Stelis bicallosa
Stelis bicallosa är en orkidéart som beskrevs av Rudolf Schlechter. Stelis bicallosa ingår i släktet Stelis och familjen orkidéer. Inga underarter finns listade i Catalogue of Life.